# Pedinorrhina swanzyana
Pedinorrhina swanzyana är en skalbaggsart som beskrevs av Hermann Rudolph Schaum 1848. Pedinorrhina swanzyana ingår i släktet Pedinorrhina och familjen Cetoniidae. Inga underarter finns listade i Catalogue of Life.